# فخرالدین عباس‌زاده
فخرالدین عباس‌زاده (۲۵ دسامبر ۱۹۵۶ – ۹ نوامبر ۲۰۲۰) سیاستمدار تالش‌تبار و رئیس مجلس جمهوری خودگردان تالش-مغان و از رهبران جنبش ملی تالش بود.

## دستگیری و زندان
جمهوری آذربایجان فخرالدین عباس‌زاده را به خیانت در امانت و سایر اقدامات ضد دولتی متهم کرد و مطابق قانون، به مسئولیت کیفری کشاند. در ۱۴ فوریه ۲۰۲۰، هیأتی از قضات دادگاه جنایات سنگین باکو در اتهاماتی که علیه وی مطرح شده بود مقصر شناخته و به ۱۶ سال زندان محکوم شد.

## مرگ
فخرالدین عباس‌زاده زمانیکه دوران حبس خود را می‌گذراند در زندان درگذشت. علت مرگ او مشخص نشده‌است.